# 入山瀬駅
入山瀬駅（いりやませえき）は、静岡県富士市鷹岡本町にある、東海旅客鉄道（JR東海）身延線の駅である。駅番号はCC03。

## 概要
入山瀬駅は富士市の鷹岡地区（旧・鷹岡町）に位置し、1日当たり約700人の乗車客がある有人駅である。普通列車のみの停車駅であり、身延線で運行される特急「ふじかわ」は通過する。
1913年（大正2年）の開設当初は私鉄富士身延鉄道が運営していた。その後同鉄道の国有化を経て、1987年（昭和62年）の国鉄分割民営化によりJR東海に移管された。

## 歴史
- 1913年（大正2年）7月20日：富士 - 大宮町（現・富士宮駅）間開通時に、富士身延鉄道の駅として開設[1][2]。旅客・貨物取扱開始[2]。
- 1927年（昭和2年）6月20日：富士 - 身延間電化に伴い、駅構内を電化[3]。
- 1938年（昭和13年）10月1日：富士身延鉄道を国が借上げ。同鉄道線は鉄道省身延線となる[1]。
- 1941年（昭和16年）5月1日：富士身延鉄道が正式に国有化[1]。
- 1972年（昭和47年）9月20日：貨物取扱廃止[2]。
- 1984年（昭和59年）2月1日：荷物扱い廃止[2]。
- 1987年（昭和62年）4月1日：国鉄分割民営化に伴い、東海旅客鉄道（JR東海）の駅となる[2]。
- 2010年（平成22年）3月13日：ICカード「TOICA」の利用が可能となる[4]。

## 駅構造
島式ホーム1面2線を有する地上駅である。ホーム南側が1番線、北側が2番線であり、1番線を下り列車、2番線を上り列車が使用している。
木造平屋建ての駅舎は構内南側にあり、内部には自動券売機やJR全線きっぷうりばがある。ホームと駅舎間の移動用に、ホーム竪堀側の端から駅舎まで屋根の無い跨線橋が設置されている。JR東海交通事業の係員が業務を行う業務委託駅であるが、日中のみの係員配置であり夜間は無人駅となっている。駅の管理は管理駅の富士宮駅が担当している。
かつては当駅でも貨物取扱を行っていたが、1972年（昭和47年）に廃止されている。「昭和45年版専用線一覧表」によれば、富士加工製紙（王子特殊紙の前身）や鉄工所の専用線が駅に接続していた。

### のりば
| 番線 | 路線      | 方向 | 行先           |
| ---- | --------- | ---- | -------------- |
| 1    | CC 身延線 | 下り | 身延・甲府方面 |
| 2    | CC 身延線 | 上り | 富士方面       |

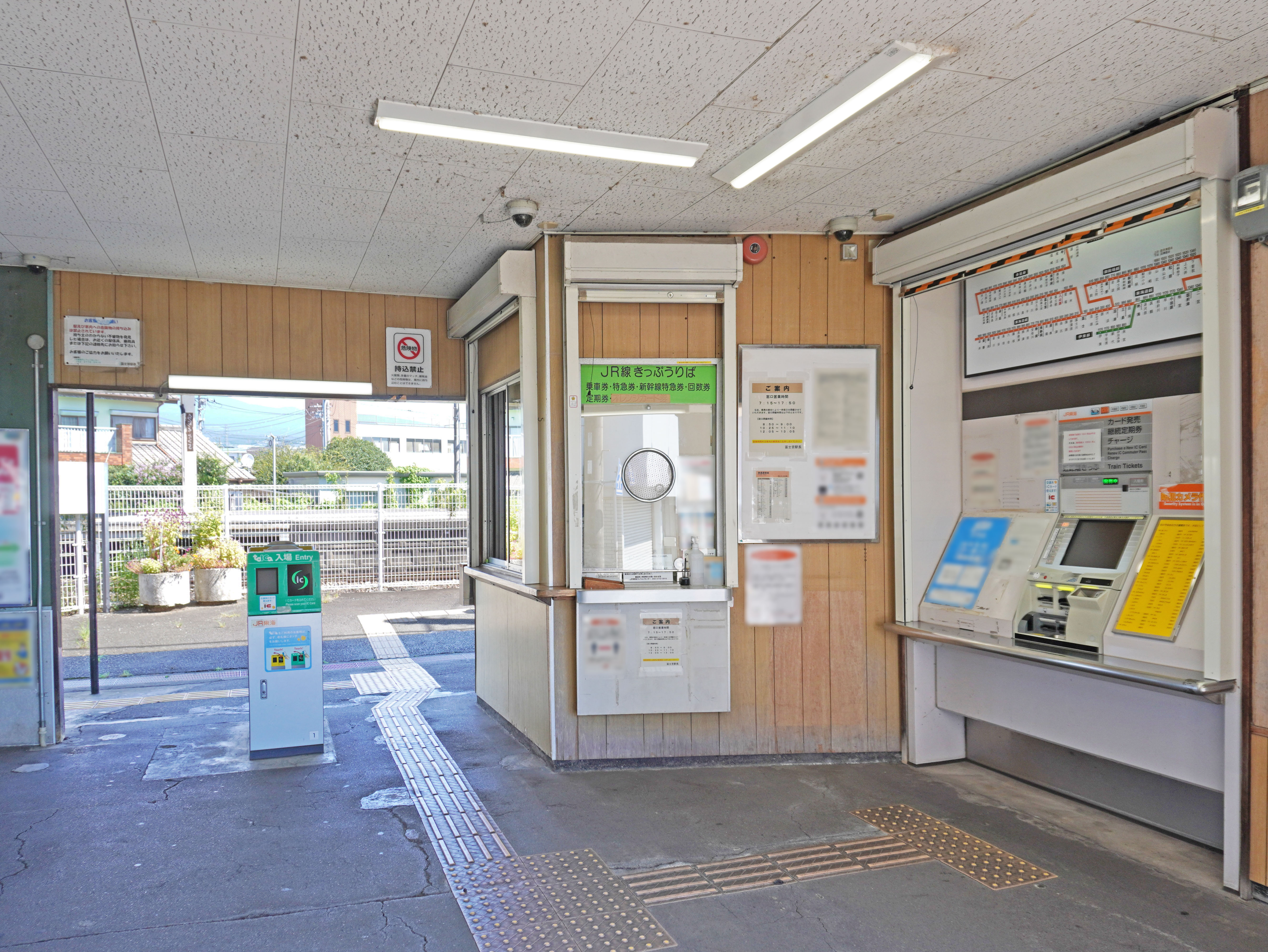
改札口（2022年9月）
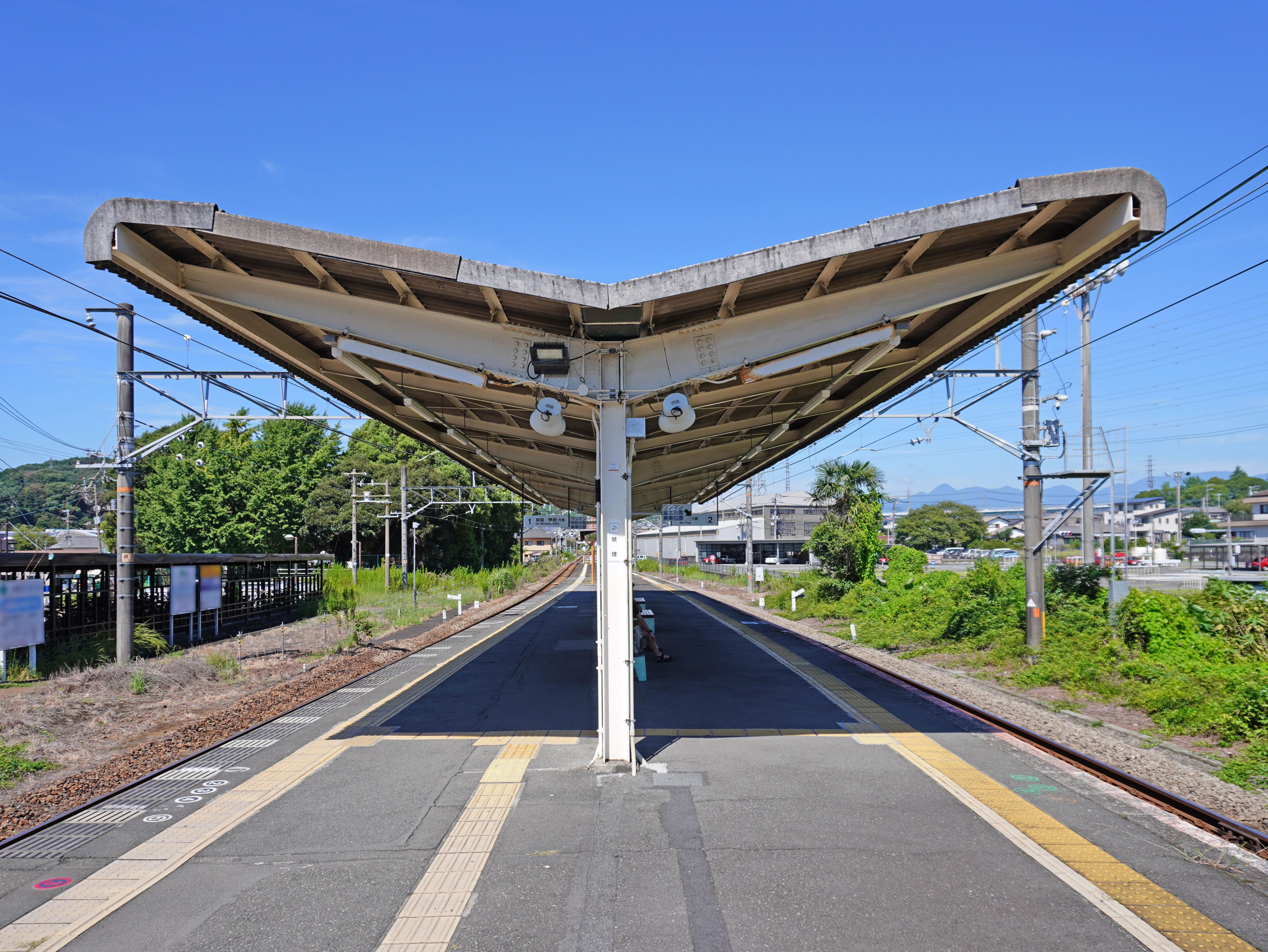
ホーム（2022年9月）
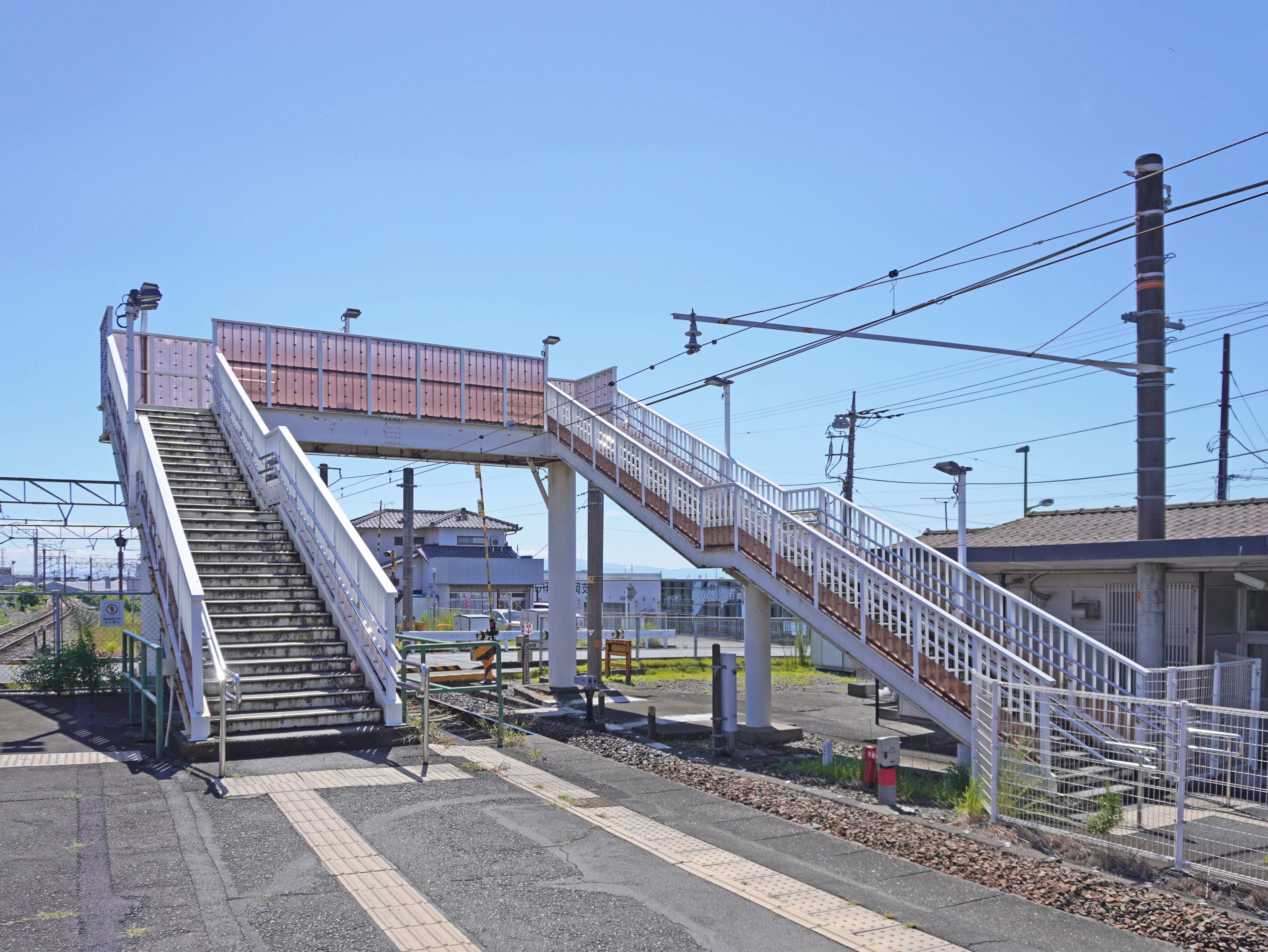
跨線橋（2022年9月）

## 利用状況
「富士市統計書」「静岡県統計年鑑」によると、2021年度（令和3年度）の1日平均乗車人員は798人である。
1993年度（平成5年度）以降の推移は以下の通り。
| 乗車人員推移       | 乗車人員推移     | 乗車人員推移 |
| 年度               | 1日平均 乗車人員 | 出典         |
| ------------------ | ---------------- | ------------ |
| 1993年（平成05年） | 1,108            | [ 8 ]        |
| 1994年（平成06年） | 1,068            | [ 8 ]        |
| 1995年（平成07年） | 1,001            | [ 8 ]        |
| 1996年（平成08年） | 955              | [ 8 ]        |
| 1997年（平成09年） | 884              | [ 8 ]        |
| 1998年（平成10年） | 847              | [ 8 ]        |
| 1999年（平成11年） | 816              | [ 8 ]        |
| 2000年（平成12年） | 788              | [ 8 ]        |
| 2001年（平成13年） | 762              | [ 8 ]        |
| 2002年（平成14年） | 767              | [ 8 ]        |
| 2003年（平成15年） | 786              | [ 8 ]        |
| 2004年（平成16年） | 735              | [ 8 ]        |
| 2005年（平成17年） | 714              | [ 8 ]        |
| 2006年（平成18年） | 754              | [ 8 ]        |
| 2007年（平成19年） | 727              | [ 8 ]        |
| 2008年（平成20年） | 695              | [ 8 ]        |
| 2009年（平成21年） | 691              | [ 8 ]        |
| 2010年（平成22年） | 655              | [ 8 ]        |
| 2011年（平成23年） | 619              | [ 8 ]        |
| 2012年（平成24年） | 636              | [ 8 ]        |
| 2013年（平成25年） | 707              | [ 8 ]        |
| 2014年（平成26年） | 750              | [ 8 ]        |
| 2015年（平成27年） | 786              | [ 9 ] [ 8 ]  |
| 2016年（平成28年） | 831              | [ 9 ] [ 8 ]  |
| 2017年（平成29年） | 925              | [ 7 ] [ 8 ]  |
| 2018年（平成30年） | 941              | [ 7 ] [ 8 ]  |
| 2019年（令和元年） | 964              | [ 7 ] [ 8 ]  |
| 2020年（令和02年） | 767              | [ 7 ] [ 8 ]  |
| 2021年（令和03年） | 798              | [ 7 ] [ 8 ]  |

## 駅周辺
駅前には駅前広場が整備されている。駅周辺には、王子製紙グループ王子特殊紙等の製紙工場が多数ある。
駅南側に隣接する入山瀬公園にはD51形蒸気機関車（D51 943）が静態保存されているほか、オハ35形客車（オハ35 441）が内部を改装され富士市立図書館の「でごいち文庫」として使用されている。
- 王子特殊紙東海工場第一製造所
- 日本フイルコン 静岡事業所
- 静岡県中央自動車学校
- 富士市立鷹岡小学校
- 静岡県道414号富士富士宮線（旧・国道139号）

### バス路線
「鷹岡保育園入口」停留所にて、富士急静岡バスが運行する路線バスが発着する。
- 富士駅
- 曽比奈
- ふじやまくすの木学園前

## 隣の駅
東海旅客鉄道（JR東海）
CC 身延線
竪堀駅 (CC02) - 入山瀬駅 (CC03) - 富士根駅 (CC04)